# 청람중학교
청람중학교(靑藍中學校)는 대한민국 전라남도 강진군 군동면 라천리에 있는 공립 중학교이다.

## 학교 연혁
- 2012년 12월 13일 : 학교 인가
- 2013년 3월 1일 : 초대 임원택 교장 취임
- 2013년 3월 6일 : 개교
- 2013년 3월 6일 : 신입생 37명 입학
- 2016년 2월 3일 : 제1회 38명 졸업
- 2021년 3월 1일 : 제4대 김재훈 교장 취임
- 2024년 1월 5일 : 제9회 40명 졸업
- 2024년 3월 3일 : 2024학년도 신입생 44명 입학

## 참고 자료
- 청람중학교 - 한국교육학술정보원 학교알리미